# Paul Geerts
Pour les articles homonymes, voir Geerts.
Paul Geerts, né le 16 mai 1937 à Turnhout (province d'Anvers), est un auteur de bande dessinée belge flamand. Entré au Studio Vandersteen en 1968, il en devient responsable en 1969 et y fait tout le reste sa carrière jusqu'à sa retraite en 2002. Il est surtout connu pour avoir dans ce cadre réalisé durant près de trente ans la série-phare du studio, Bob et Bobette.

## Biographie

### Les premières années
Paulus Josephus Coleta Geerts naît le 16 mai 1937 à Turnhout. Quelques années après sa naissance, les parents de Geerts déménagent à Anvers avec Paul, car il y avait peu de travail à Turnhout. Il est rapidement évident que Geerts aime dessiner ; il reçoit bientôt des leçons de dessin de son père. À l'âge de sept ans, Geerts fréquente une école paroissiale et devient membre du mouvement de jeunesse Chiro. En raison de ses bonnes notes, ses parents l'inscrivent à l'Institut Sint Eligius après sa première année. Après un certain temps, il commence à détester les études qu'ils suit, ses parents le remarquent vite. Ils l'inscrivent alors, à l'âge de 14 ans, à l'Académie royale des beaux-arts d'Anvers. Après trois ans et demi de cours de dessin, il passe au cours de peinture. Cependant, les matériels de peinture sont si chers que son père ne peut en supporter les frais. Geerts décide de quitter l'académie et de travailler avec l'expérience qu'il a acquise jusque-là. Il exerce divers emplois mais ses employeurs exigent qu'il effectue d'abord son service militaire.
Au milieu de l'année 1967, il décide de rendre visite à Willy Vandersteen sans rendez-vous, avec une bande dessinée qu'il a imaginé, afin d'obtenir éventuellement un emploi de rêve auprès du créateur de Bob et Bobette. Vandersteen l'engage et Geerts commence à travailler au Studio Vandersteen au début de 1968, dans l'équipe de dessinateurs de 26 personnes à l'époque et dont la première contribution à la série Bob et Bobette est l'encrage de l'album La Charmante Cafetière. 

### Bob et Bobette

#### Dessinateur en chef
En 1971, après avoir travaillé pendant trois ans dans l'équipe de dessin, Paul Geerts réalise sa propre bande dessinée pour l'hebdomadaire allemand Stern. Vandersteen, qui avait entendu parler de ses projets, lui demande s'il aimerait reprendre Bob et Bobette à l'avenir. Il accepte la proposition et écrit son premier scénario de Bob et Bobette : Le Joueur impénitent en 1972. Au début, il est observé de près par le créateur, puis son apport ainsi que sa responsabilité augmentent progressivement et ses histoires prennent leur style propre.

### Retraite
Geerts prend sa retraite en 2002. Le 16 décembre 2002, il est fait Chevalier de l'Ordre du Lion néerlandais .
En octobre 2005, une monographie de Paul Geerts est publiée, on y trouve également une nouvelle bande dessinée de Geerts, intitulée L'Ailante glanduleux. Cette histoire paraît le 15 juillet 2006 au festival de bande dessinée de Middelkerke sous forme d'album. Une version de luxe est également publiée.
En 2006, Geerts remporte le prix Stripvos, un prix décerné par la Guilde flamande de la bande dessinée indépendante aux personnes ou institutions qui ont ou ont eu une grande importance pour le monde de la bande dessinée flamande. Le prix a été remis le 28 octobre de la même année lors de la soirée de gala au Centre belge de la bande dessinée.

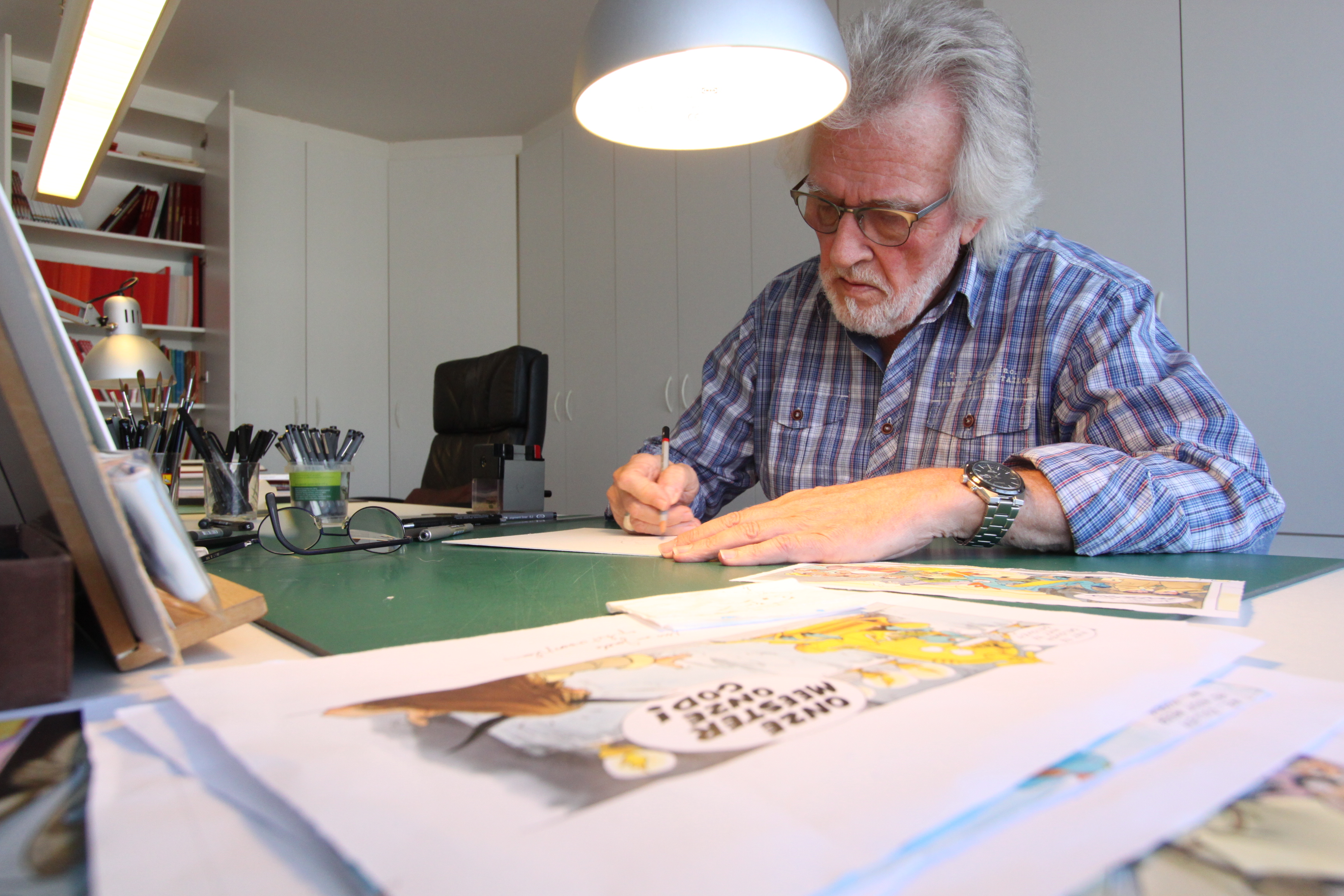
Paul Geerts dans son bureau en mars 2019 lors de l'enregistrement de De perfect podcast

Après sa carrière au Studio Vandersteen, Geerts recommence à peindre, comme il l'avait fait avant sa carrière d'auteur de bande dessinée. Il a également commencé une série sur deux enfants vietnamiens, Mo et Jade, qui vivent des aventures en Asie du Sud-Est avec le dragon Plakapong. Les profits de la vente étant reversés à des causes humanitaires. Il anime cette série qui compte douze histoires jusqu'en 2024.

### Le podcast parfait
Pour une série de podcasts sur Bob et Bobette, Geerts prendra beaucoup de temps en mars 2019 pour enregistrer l'histoire de sa vie dans Le podcast parfait. Il raconte en détail ses années au Studio Vandersteen, son amitié et sa coopération avec Willy Vandersteen et aussi comment il a réussi à faire inviter son professeur dans le rôle principal à Mies Bouwmans.

### Album hommage

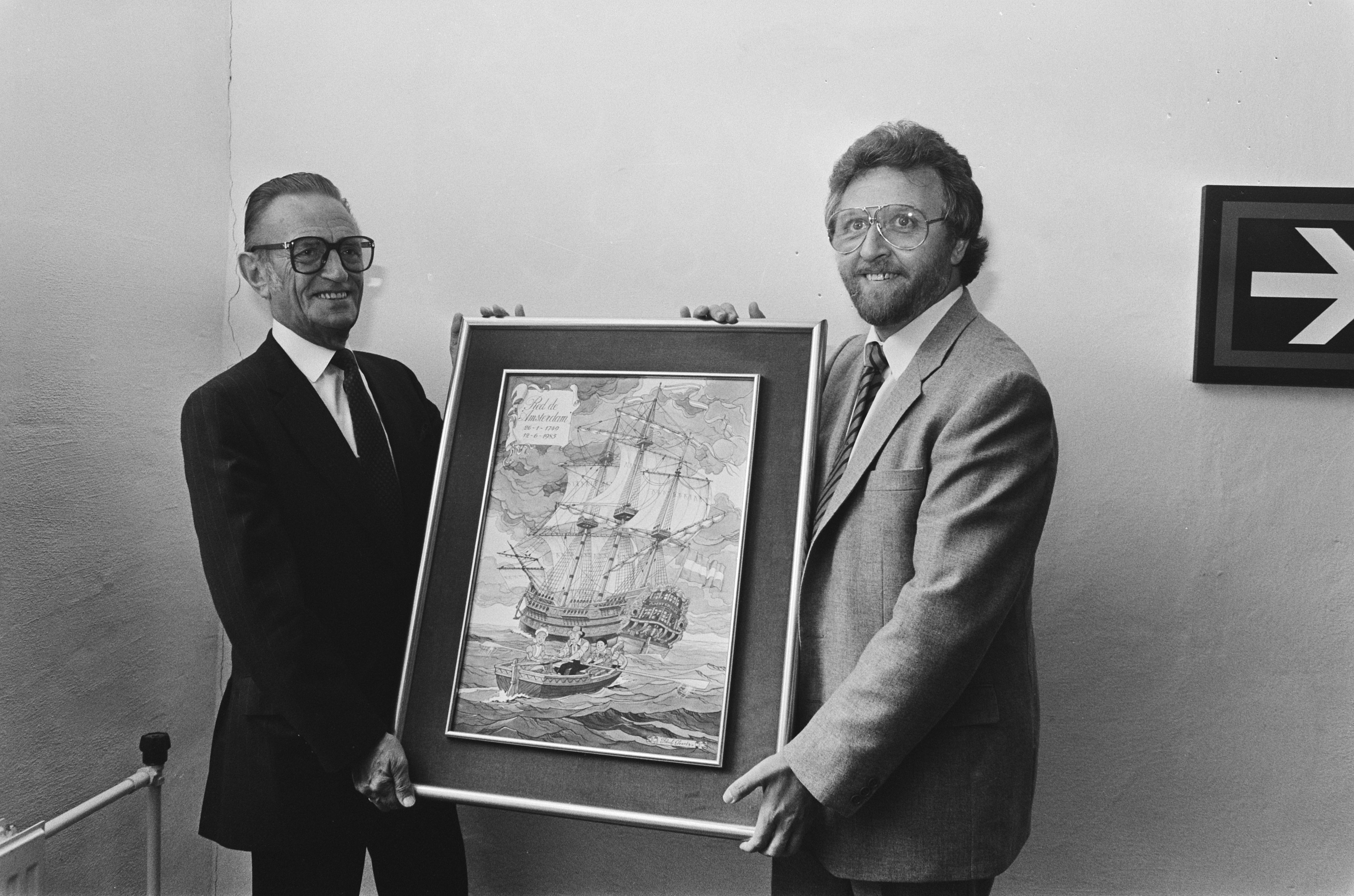
Willy Vandersteen (à gauche) et Paul Geerts avec le poster Angoisse à Amsterdam lors d'une conférence de presse à Amsterdam le 12 juin 1985

En octobre 2019, il est annoncé que lui et son ancien encreur Eric De Rop ont à nouveau signé un Bob et Bobette. Cet album hommage, La Princesse prude, sort en mars 2020 à l'occasion du 75e anniversaire de la série. Geerts est également invité lors de la journée des fans du Fameuze Fanclub le 29 mars de la même année au Blokhoeven à Nieuwegein aux Pays-Bas.

## Œuvres

### Collectifs
- Flash Back[8], Comic! Events, août 1995
Scénario : collectif - Dessin : collectif dont Paul Geerts - Couleurs : noir et blancCe Flash Back a été réalisé en collaboration avec Bédéciné Illzach et édité à l'occasion du 10e festival BD Coxyde (15 juillet au 6 août 1995) à 1 500 exemplaires numérotés à la main. Rares textes et titres des séries en deux langues : français et flamand. D/1995/6941/06. Format à l'italienne.

## Réception

### Prix et distinctions
- 1987 :  prix d'Honneur Festival de bande dessinée de Middelkerke à Middelkerke pour Bob et Bobette[9] ;
- 2002,  Chevalier de l'ordre du Lion néerlandais[4] ;
- 2006,  prix Stripvos (nl), décerné par la Guilde flamande de la bande dessinée indépendante au Centre belge de la bande dessinée[5].
- 2013 :  prix pour l'ensemble de sa carrière au Festival de bande dessinée de Knokke-Heist (nl) à Knokke-Heist[10] ;
- 2015 :  prix de la bande dessinée éducative au Festival de Knokke-Heist[10].

### Hommages
- Dans Les Sept Pions, il met à l'honneur son prédécesseur Willy Vandersteen. Un mystérieux hypnotiseur apparaît dans cette histoire ; à la fin, il s'avère que c'est Vandersteen lui-même.
- Dans Le Conteur disparu, il est mis à l'honneur par son successeur Marc Verhaegen.

#### Études
- Danny De Laet et Yves Varende, Au-delà du septième art : histoire de la bande dessinée belge, Bruxelles, Ministère des affaires étrangères, du commerce extérieur et de la coopération au développement, coll. « Chroniques belges » (no 322), 1979, 302 p., ill. ; 22 cm (OCLC 301693218, lire en ligne).

#### Livres
: document utilisé comme source pour la rédaction de cet article.
- Patrick Gaumer, « Geerts, Paul », dans Dictionnaire mondial de la BD, Paris, Larousse, 2010, 953 p., ill. ; 27 cm (ISBN 978-2-0358-4331-9 et 2-0358-4331-6, OCLC 920924930, présentation en ligne), p. 359. .
- (nl) Theo Vaessen, Paul Geerts : Dertig jaar peetvader van Suske en Wiske, Standaard Uitgeverij, 2005 (ISBN 90-02-21947-4).
- (nl) Jan Hoet et Dany Vandenbossche, « Paul Geerts », dans De wereld van de strips in originelen [« Le Monde de la bande dessinée en originaux »], Bruxelles, Vlaams Parlement, 2013, 68 p., PDF (OCLC 901366732, lire en ligne), p. 45.